# Jan Miller (politik)
Jan Miller (19. června 1870 Podmoky – 10. dubna 1937 Český Brod) byl český a československý politik, meziválečný senátor Národního shromáždění za Československou národní demokracii.

## Biografie
V letech 1906–1907 a opětovně v letech 1910–1919 byl starostou v rodných Podmokách. Přispíval do denního tisku a působil i jako literát. Napsal mimo jiné několikasvazkovou knihu „Z kroniky rodu Vinduškova“. Povoláním byl rolníkem v Podmokách.
V parlamentních volbách v roce 1925 získal za Československou národní demokracii senátorské křeslo v Národním shromáždění. V senátu setrval do roku 1929. V rámci Československé národní demokracie zastupoval skupinu Rolnická jednota.
Zemřel v dubnu 1937 v nemocnici v Českém Brodu.